# Раувольфия
Рауво́льфия (лат. Rauvólfia) — род растений семейства Кутровые (Apocynaceae). Представители рода — деревья и кустарники, распространённые в тропических областях планеты. Род назван в честь немецкого ботаника, врача и доктора медицины Леонарда Раувольфа (1535—1596).
Наиболее известные представители рода — Южноафриканское хинное дерево (Rauvolfia caffra) и Раувольфия змеиная (Rauvolfia serpentina), содержащая целый ряд биологически активных веществ, таких как аймалин, дезерпедин, ресциннамин, серпентин, йохимбин и резерпин. Резерпин раньше широко использовался как средство для снижения артериального давления. Другие растения рода также используются в лечебных целях, как в традиционной, так и в нетрадиционной медицине. Алкалоиды, содержащиеся в видах раувольфии, снижают кровяное давление, угнетают деятельность центральной нервной системы и действуют как снотворные средства.

## Синонимы
В синонимику рода входят следующие названия:
- Cyrtosiphonia Miq.
- Dissolena Lour.
- Heurckia Müll. Arg.
- Ophioxylon L.
- Podochrosia Baill.
- Rauwolfia L., orth. var.

## Виды
По информации базы данных The Plant List, род включает 77 видов:
- Rauvolfia amsoniifolia A.DC.
- Rauvolfia andina Markgr.
- Rauvolfia anomala Rapini & I.Koch
- Rauvolfia aphlebia (Standl.) A.H.Gentry
- Rauvolfia bahiensis A.DC.
- Rauvolfia balansae (Baill.) Boiteau
- Rauvolfia biauriculata Müll.Arg.
- Rauvolfia caffra Sond.
- Rauvolfia capixabae I.Koch & Kin.-Gouv.
- Rauvolfia capuronii Markgr.
- Rauvolfia chaudocensis Pierre ex Pit.
- Rauvolfia cortdata Miers
- Rauvolfia cubana A.DC.
- Rauvolfia decurva Hook.f.
- Rauvolfia dichotoma K.Schum.
- Rauvolfia gracilis I.Koch & Kin.-Gouv.
- Rauvolfia grandiflora Mart. ex A.DC.
- Rauvolfia hookeri S.R.Sriniv. & Chithra
- Rauvolfia indosinensis Pichon
- Rauvolfia insularis Markgr.
- Rauvolfia × ivanovii Granda & V.R.Fuentes
- Rauvolfia javanica Koord. & Valeton
- Rauvolfia kamarora Hendrian
- Rauvolfia leptophylla A.S.Rao
- Rauvolfia letouzeyi Leeuwenb.
- Rauvolfia ligustrina Willd. ex Roem. & Schult.
- Rauvolfia linearifolia Britton & P.Wilson
- Rauvolfia littoralis Rusby
- Rauvolfia macrantha K.Schum. ex Markgr.
- Rauvolfia mannii Stapf
- Rauvolfia mattfeldiana Markgr.
- Rauvolfia maxima Markgr.
- Rauvolfia media Pichon
- Rauvolfia micrantha Hook.f.
- Rauvolfia microcarpa Hook.f.
- Rauvolfia moluccana Markgr.
- Rauvolfia mombasiana Stapf
- Rauvolfia moricandii A.DC.
- Rauvolfia nana E.A.Bruce
- Rauvolfia nitida Jacq.
- Rauvolfia nukuhivensis (Fosberg & Sachet) Lorence & Butaud
- Rauvolfia obtusiflora A.DC.
- Rauvolfia oligantha Hendrian
- Rauvolfia pachyphylla Markgr.
- Rauvolfia paraensis Ducke
- Rauvolfia paucifolia A.DC.
- Rauvolfia peguana Hook.f.
- Rauvolfia pentaphylla Ducke
- Rauvolfia polyphylla Benth.
- Rauvolfia praecox K.Schum. ex Markgr.
- Rauvolfia pruinosifolia I.Koch & Kin.-Gouv.
- Rauvolfia purpurascens Standl.
- Rauvolfia rhonhofiae Markgr.
- Rauvolfia rivularis Merr.
- Rauvolfia rostrata Markgr.
- Rauvolfia sachetiae Fosberg
- Rauvolfia salicifolia Griseb.
- Rauvolfia sanctorum Woodson
- Rauvolfia sandwicensis A.DC.
- Rauvolfia schuelii Speg.
- Rauvolfia sellowii Müll.Arg.
- Rauvolfia semperflorens (Müll.Arg.) Schltr.
- Rauvolfia serpentina (L.) Benth. ex Kurz — Раувольфия змеиная
- Rauvolfia sevenetii Boiteau
- Rauvolfia spathulata Boiteau
- Rauvolfia sprucei Müll.Arg.
- Rauvolfia steyermarkii Woodson
- Rauvolfia sumatrana Jack
- Rauvolfia tetraphylla L. — Раувольфия четырёхлистная
- Rauvolfia tiaolushanensis Tsiang
- Rauvolfia verticillata (Lour.) Baill.
- Rauvolfia vietnamensis Lý
- Rauvolfia viridis Willd. ex Roem. & Schult.
- Rauvolfia volkensii (K.Schum.) Stapf
- Rauvolfia vomitoria Afzel. — Раувольфия рвотная
- Rauvolfia weddeliana Müll.Arg.
- Rauvolfia woodsoniana Standl.